# 포 퀸스

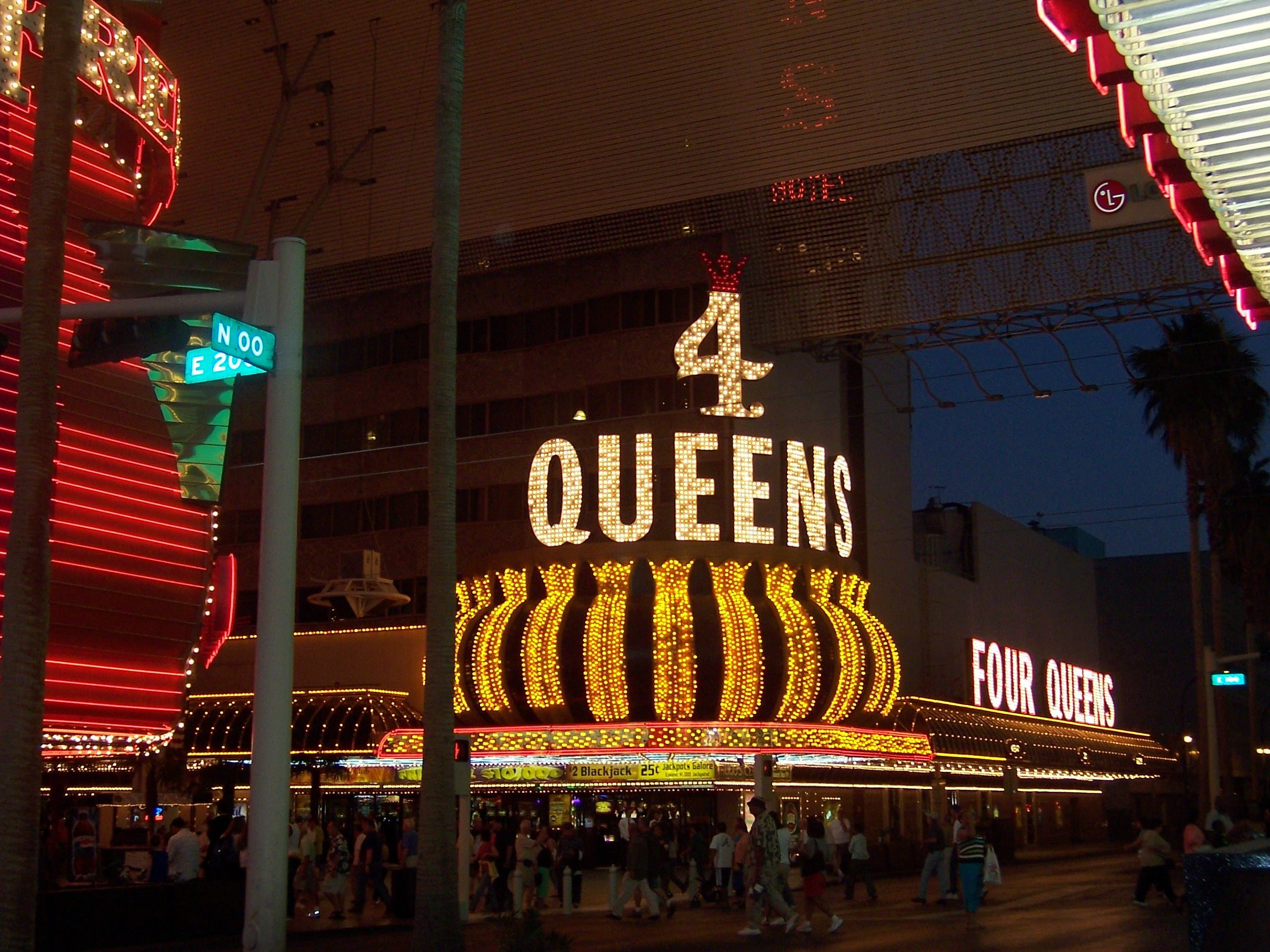
프리몬트 호텔 앤 카지노

포 퀸스(Four Queens)은 미국 네바다주 라스베이거스에 있는 호텔, 카지노이다. 방의 개수는 690개이다.